# Relaciones Guatemala-Turkmenistán
Las relaciones Guatemala-Turkmenistán son las relaciones internacionales entre Turkmenistán y Guatemala. Los dos países establecieron relaciones diplomáticas el 22 de agosto de 1992.

## Relaciones diplomáticas
Guatemala y Turkmenistán entablaron relaciones diplomáticas el 22 de agosto de 1992. Ambos países mantienen embajadores concurrentes desde Nueva York. Se espera que en los próximos años Guatemala abra una embajada concurrente para Turkmenistán, la principal exportación de Guatemala para Turkmenistán es el cardamomo.